# اوکوبو تاداسوکه
اوکوبو تاداسوکه ((به ژاپنی: 大久保 忠佐 Ōkubo Tadasuke); ۱ ژانویهٔ ۱۵۳۷ – ۱ ژانویهٔ ۱۶۱۳) سامورایی در دوره سنگوکو اهل ولایت سوروگا از ملازمان خاندان توکوگاوا ژاپن بود.